# Albert Broger
Albert Broger (Appenzell, 3 december 1897 - Appenzell, 6 oktober 1978), was een Zwitsers politicus.

## Opleiding en carrière alsdierenarts
Albert Broger volgde onderwijs in Appenzell en Stans. Daaran studeerde hij voor dierenarts in Lausanne en Bern. In 1926 promoveerde hij en opende een dierenartsenpraktijk in Appenzell. Als dierenarts en dierenchirurg zette hij zich in voor de bestrijding van brucellose en rundertuberculose.

## Politieke carrière
Broger was achtereenvolgens politiek actief voor de rooms-katholieke Zwitserse Conservatieve Volkspartij (tot 1957), de Conservatief Christelijk-Sociale Volkspartij (1957-1970) en de Christendemocratische Volkspartij (1970-). Broger was vanaf 1926 raadsheer van Innerrhoden en van 1932 tot 1934 plaatsvervangend hoofdman van het district Appenzell. Van 1934 tot 1964 was hij lid van de Standeskommission (regering) van het kanton Appenzell Innerrhoden. Als lid van de Standeskommission was hij van 1934 tot 1946 Landesfähnrich (hoofd justitie, politie en militaire zaken) en van 1946 tot 1964 was hij hoofd van het departement van Onderwijs. Van 1935 tot 1964 was Broger lid van de Nationale Raad (tweede kamer Bondsvergadering) en van 1947 tot 1964 was hij voorzitter van de rooms-katholieke partijen SKVP en (haar opvolger vanaf 1957) de KCVP van het kanton Appenzell Innerrhoden.
Albert Broger was tussen 1947 en 1964 afwisselend Pannerherr (dat wil zeggen plaatsvervangend regeringsleider) en Regierend Landammann (dat wil zeggen regeringsleider) van het kanton Appenzell Innerrhoden.

## Lekenfuncties binnen de Rooms-Katholieke Kerk
Naast dierenarts en politicus was Broger ook van 1931 tot 1964 lid van de Kerkenraad. Van 1952 tot 1964 was hij penningmeester van de rooms-katholieke kerk van Appenzell.
Broger overleed op 80-jarige leeftijd, op 6 oktober 1978 in Appenzell.

## Landammann
- 1947 - 24 april 1949 — Pannerherr
- 24 april 1949 - 29 april 1951 — Landammann
- 29 april 1951 - 26 april 1953 — Pannerherr
- 26 april 1953 - 24 april 1955 — Landammann
- 24 april 1955 - 28 april 1957 — Pannerherr
- 28 april 1957 - 26 april 1959 — Landammann
- 26 april 1959 - 29 oktober 1960 — Pannerherr
- 29 oktober 1960 - 28 april 1963 — Landammann
- 28 april 1963 - 1964 — Pannerherr

## Familie
Albert Broger was de zoon van Johann Baptist Broger (1863-1931), lid van de Standeskommission (1903-1926). 